# Ławeczka Janka z Czarnkowa
Ławeczka Janka z Czarnkowa – pomnik w formie ławeczki zlokalizowany w północno-wschodnim rogu Placu Wolności przy ulicy Putza w Czarnkowie. Został ustawiony w lipcu 2010 jako jeden z elementów programu modernizacji placu (czarnkowskiego rynku) w ramach rewitalizacji starówki. Monument upamiętnia średniowiecznego polskiego kronikarza, Janka z Czarnkowa.
Projektantem i wykonawcą rzeźby, odlanej ze stopu mosiądzu i ważącej około 400 kg, jest artysta rzeźbiarz Andrzej Moskaluk z Gorzowa Wielkopolskiego.
Model realizacyjny w skali 1:1 ławeczki Janka z Czarnkowa powstawał w pracowni autora w Deszcznie, pod Gorzowem Wielkopolskim. Odlew został wykonany w odlewni w Rokietnicy.
Janko z Czarnkowa (herbu Nałęcz) siedzi przed otwartą księgą kroniki rozłożoną na beczce. Na zapisanych stronicach widnieje napis: Nad Notecią, w miejscu, gdzie wzgórza morenowe stromymi uskokami opadają do rzeki, położony jest Czarnków – stary gród piastowski. Kasztelania czarnkowska dekretem królewskim otrzymuje prawa miejskie i szereg z tym związanych przywilejów.
W beczce zamontowany jest kran, z którego można pobierać wodę zdatną do picia.